# Philodendron canaimae
Philodendron canaimae är en kallaväxtart som beskrevs av George Sydney Bunting. Philodendron canaimae ingår i släktet Philodendron och familjen kallaväxter. Inga underarter finns listade.